# كين براندون
كين براندون (بالإنجليزية: Ken Brandon)‏ (8 فبراير 1934 ببرمنغهام في المملكة المتحدة - 1 يناير 1994) هو لاعب كرة قدم بريطاني في مركز جناح ‏. لعب مع سويندون تاون وليستر سيتي ونادي تشستر سيتي وHinckley Athletic F.C. ‏ ودارلينجتون إف سى.